# CyanogenMod
CyanogenMod je již ukončená, avšak dříve velmi populární alternativní distribuce firmwaru pro mnoho smartphonů a tabletů s operačním systémem Android. V roce 2015 bylo oznámeno, že distribuci používá přes 50 miliónů uživatelů. Protože se jednalo o free a open-source software, byl vytvořen fork a nástupcem se stal LineageOS.

## Charakteristika
Oproti oficiálním distribucím CyanogenMod obsahoval další funkce, jakými jsou např. podpora grafických témat, komprimovaná cache, podpora FLAC, OpenVPN klient, rozšířené funkce pro tablety a další vylepšení uživatelského rozhraní.

## Historie
Krátce po uvedení telefonu HTC Dream známého taktéž jako T-Mobile G1, byla v září 2008 objevena metoda získání práv správce systému, což v kombinaci s otevřenou povahou systému umožnilo jeho modifikace a následné přeinstalování v telefonu. V následujícím roce nadšenci vyvinuli a rozšířili několik modifikací systému. CyanogenMod rychle získal popularitu a malou komunitu vývojářů, známých jako Cyanogen Team (neformálně jako "Team Douche"). Během několika měsíců narostl počet podporovaných zařízení a nových funkcí, a CyanogenMod se rychle stal jednou z nejpopulárnějších distribucí Androidu.

### CyanogenMod 7
Firmware CyanogenModu 7 je založen na Androidu 2.3 Gingerbread s dodatečným vlastním kódem dodávaným CyanogenMod týmem. Vlastní část CyanogenModu je primárně napsaná Cyanogenem (Stevem Kondikem), ale zahrnuje i příspěvky z komunity xda-developers
(například vylepšenou lištu launcheru, číselník a prohlížeč) a kód ze zavedených open source projektů (např. BusyBox jako shell).
Vývoj CyanogenModu 7 začal, když Google vydal zdrojový kód Androidu 2.3. Dne 15. února 2011, byl první kandidát na verzi CyanogenMod 7 vypuštěn na několik podporovaných zařízení. Čtvrtá verze byla vydána 30. března 2011 a přinesla zvýšenou podporu pro Nook Color a podobná zařízení, stejně jako mnoho oprav chyb. Dne 11. dubna 2011 byla vydána veřejná verze CyanogenModu 7.0, založená na Androidu 2.3.3. CyanogenMod 7.1 byl vydán 10. října 2011 a byl založen na Androidu 2.3.4. Poslední stabilní verze CyanogenMod 7.2, založená na Androidu 2.3.7, byla vydána 16. června 2012 a přinesla prediktivní vytáčení, vylepšení zamykací obrazovky, zpětně přenesené ICS animace a mnoho oprav chyb.

### CyanogenMod 8
U CyanogenModu verze 8 bylo plánováno, že bude založen na Androidu 3.x „Honeycomb“. Nicméně nebyl Googlem vydán žádný zdrojový kód dokud se neobjevil ve stromu historie vypuštění zdrojů Androidu 4.0 Ice Cream Sandwich. Protože Honeycomb byl nahrazen Ice Cream Sandwichem, plán vydání poskočil z CyanogenModu 7 přímo k CyanogenModu 9.

### CyanogenMod 9
CyanogenMod 9 je založen na Google Androidu 4.0 Ice Cream Sandwich. Steve Kondik a jeho tým oznámili, že začali pracovat na nové verzi poté co Google vydal zdrojový kód Androidu 4.0.1. Vývoj této verze trval déle než u předchozí verze kvůli výrazným změnám mezi Androidem 2.3 „Gingerbread“ a 4.0 „Ice Cream Sandwich“ a tým využil tuto příležitost k tomu, aby si ujasnili svou vizi ROMKY a promyslel veškeré úpravy, které již nejsou potřeba kvůli úpravám v Androidu.
S posledním listopadovými dny roku 2011 byly vydány některé beta verze a to zejména pro mobilní telefony Samsung Nexus S a Galaxy S. 9. srpna 2012, po několika betách a kandidátech na vydání, CyanogenMod vydal finální verzi CyanogenMod 9. Vzhledem k tomu že Android 4.1 „Jelly Bean“ byl již vydán, přesunul se vývoj rychle na CyanogenMod 10. 29. srpna 2012 vydal CyanogenMod menší update na verzi 9.1.0, který přinášel opravy chyb a aplikaci nazvanou SimplyTapp pro NFC platby.

### CyanogenMod 10
Začátkem července 2012 oznámil CyanogenMod prostřednictvím svého Google+ účtu, že CyanogenMod 10 bude založen na Androidu 4.1 Jelly Bean. Noční sestavení CyanogenModu 10 bylo dáno k dispozici zařízením podporujícím CyanogenMod 9. Počínaje zářím 2012 a sestavením M1 začal CyanogenMod team vydávat měsíční „M-série“. Na začátku každého měsíce, když tým považuje sestavení dostatečně stabilní pro každodenní používání, dojde k lehkému zmražení vývoje a vydání sestavení jako milníkové neboli „M“ série.
13. listopadu 2012 bylo pro několik zařízení vydáno finální stabilní sestavení.

### CyanogenMod 11
Od 1. ledna vychází tzv. night buildy (testovací verze) CyanogenMod 11 který je založen na Androidu 4.4 KitKat.

## Reakce průmyslu
Až do nedávné doby nebyly reakce výrobců telefonů tabletů a operátorů příznivé vůči vývoji firmwarů třetích stran. Zástupci některých společností vyjádřili obavy nad nesprávným fungováním zařízení s neoficiálním softwarem, mezi nimi například bývalý CEO Apple Steve Jobs, který tvrdil, že provedení "jailbreaku" u telefonů je nemorální a může narušit chod samotné telefonní sítě. Kromě toho firmware jako je CyanogenMod často nabízí funkce, které jsou operátory někdy zpoplatněné (např. sdílení internetu). Ve výsledku bylo běžné uplatňování různých omezujících opatření, jako je uzamčený zavaděč či omezený root přístup.
Nicméně jak rostla popularita komunitního vývoje softwaru a americká knihovna Kongresu vydala usnesení, které povolilo odemykání (jailbreaking) mobilních zařízení, výrobci a operátoři zmírnili své postoje vůči CyanogenModu a jiným neoficiálním distribucím, včetně HTC, Motoroly či Sony Ericssonu aktivně podporujícími komunitní vývoj.
V roce 2011 poklesla potřeba obcházet hardwarová omezení pro instalaci neoficiálních distribucí, protože stále více zařízení je dodáváno s otevřeným, nebo otevíratelným zavaděčem, podobně jako série telefonů Nexus. Společnost HTC oznámila, že bude podporovat neoficiální distribuce firmwaru a dodávat všechny nové telefony s odemčeným zavaděčem, a společnost Samsung poslala několika vývojářům CyanogenModu své telefony Samsung Galaxy SII
za účelem získání podpory CyanogenModu pro své zařízení.

### Problémy s licencemi Googlu
Až do verze 4.1.11.1, CyanogenMod obsahoval několik proprietárních softwarových aplikací Googlu, jako jsou Gmail, Mapy, Android Market, Google Talk a YouTube. Tyto balíčky byly součástí oficiálních distribucí výrobců zařízení s Androidem, ale nebyly schváleny pro bezplatnou distribuci. Poté, co Google zaslal hlavnímu vývojáři CyanogenModu dopis, ve kterém požadoval zastavení těchto aktivit, byl vývoj na několik dní zastaven., což vyvolalo v komunitě CyanogenModu nepřátelskou reakci. Po prohlášení Google vyjasňující svou pozici a následném vyjednávání mezi Google a CaynogenModem, bylo rozhodnuto, že CyanogenMod projekt mohl pokračovat, i když ve formě, ve které nebyly přímo dodávány zmíněné proprietární komponenty „Google Experience“. Bylo dohodnuto, že tyto aplikace mohou být legálně zálohovány z oficiální distribuce daného zařízení a následně přeinstalovány do instalace CyanogenModu.

## Maskot
4. dubna 2012 CyanogenMod odhalil nového maskota s názvem „Cid“ , který nahradil bývalého Andyho – Androida na skateboardu. Cid (C.I.D.) je zkratka „Cyanogenmod ID“.

## Vývoj
| Verze | Verze Androidu    | Kódový název       | Datum vydání        |
| ----- | ----------------- | ------------------ | ------------------- |
| 3.x   | Android 1.5       | Cupcake            | 2009                |
| 4.x   | Android 1.6       | Donut              | 2009                |
| 5.x   | Android 2.0 / 2.1 | Eclair             | 2010                |
| 6.x   | Android 2.2       | Froyo              | 2010                |
| 7.x   | Android 2.3       | Gingerbread        | 2011                |
| 8.x   | Android 3.x       | Honeycomb          | verze nebyla vydána |
| 9.x   | Android 4.0       | Ice Cream Sandwich | 2012                |
| 10.0  | Android 4.1       | Jelly Bean         | 2012                |
| 10.1  | Android 4.2       | Jelly Bean         | 2013                |
| 10.2  | Android 4.3       | Jelly Bean         | 2013                |
| 11    | Android 4.4       | KitKat             | 2013                |
| 12    | Android 5.0       | Lollipop           | leden 2015          |
| 12.1  | Android 5.1       | Lollipop           | březen 2015         |
| 13    | Android 6.0       | Marshmallow        | listopad 2015       |
| 14    | Android 7.0       | Nougat             | Srpen 2016          |
| 14.1  | Android 7.1       | Nougat             | Listopad 2016       |

## Podporovaná zařízení
CyanogenMod oficiálně podporoval přes 70 zařízení, taktéž je dostupno mnoho neoficiálních vydání. Zařízení, která jsou oficiálně podporována jsou uvedena v seznamu oficiálně podporovaných zařízení.

## Instalace
Instalace Cyanogenmodu sama o sobě je velmi jednoduchá, tou složitější částí jsou kroky které je v telefonu potřeba udělat ještě před samotnou instalací. Je nutný tzv. root a u většiny zařízení od větších výrobců (Samsung, LG, Sony atd.) je nutné také odemknout bootloader.

### Instalace pomocí instalátoru
Od konce roku 2013 byl na oficiálních stránkách dostupný instalátor, který pomocí jednoduchého postupu nainstaloval CyanogenMod, a to včetně odemčení bootloaderu a rootnutí zařízení. Tento instalátor byl dostupný pouze pro Microsoft Windows a macOS a vyžaduje povolení takzvaného Ladění přes USB a instalaci aplikace do zařízení, která telefon pro instalaci připraví.